# Allison (Iowa)
Allison ist eine Kleinstadt (mit dem Status „City“) und Verwaltungssitz des Butler County im US-amerikanischen Bundesstaat Iowa. Das U.S. Census Bureau hat bei der Volkszählung 2020 eine Einwohnerzahl von 966 ermittelt.

## Geografie
Allison liegt im mittleren Nordosten Iowas, rund 160 km westlich des Mississippi, der die Grenze Iowas zu Wisconsin und Illinois bildet. Die Grenze zu Minnesota verläuft rund 90 km nördlich von Allison.
Die geografischen Koordinaten von Allison sind 42°45′10″ nördlicher Breite und 92°47′43″ westlicher Länge. Die Stadt erstreckt sich über eine Fläche von 7,59 km² und liegt zum größeren Teil in der West Point Township, während ein kleiner Teil des Stadtgebiets in der Jackson Township liegt.
Nachbarorte von Allison sind Greene (17,7 km nördlich), Clarksville (14,5 km ostnordöstlich), Shell Rock (21,4 km ostsüdöstlich), Parkersburg (20,3 km südlich), Aplington (26,6 km südsüdwestlich), Kesley (19,6 km südwestlich), Dumont (15,9 km westlich), Bristow (11,4 km westnordwestlich) und Aredale (26 km in der gleichen Richtung).
Die nächstgelegenen größeren Städte sind Rochester in Minnesota (161 km nordnordöstlich), La Crosse in Wisconsin (235 km nordöstlich), Wisconsins Hauptstadt Madison (336 km östlich), Dubuque an der Schnittstelle der Staaten Iowa, Wisconsin und Illinois (205 km ostsüdöstlich), Waterloo (60,3 km südöstlich), Cedar Rapids (147 km südöstlich), die Quad Cities in Iowa und Illinois (274 km südöstlich), Iowas Hauptstadt Des Moines (187 km südsüdwestlich) und die Twin Cities in Minnesota (Minneapolis und Saint Paul) (279 km nördlich).

## Verkehr
Im Stadtgebiet von Allison kreuzen die Iowa State Highway 3 und 14. Alle weiteren Straßen sind untergeordnete Landstraßen, teils unbefestigte Fahrwege sowie innerörtliche Verbindungsstraßen.
Durch Allison verläuft in West-Ost-Richtung auf der Trasse einer ehemaligen Eisenbahnstrecke mit dem Rolling Prairie Trail ein Rail Trail für Wanderer und Radfahrer.
Mit dem Allison Municipal Airport befindet sich im nordwestlichen Stadtgebiet ein kleiner Flugplatz. Der nächste Verkehrsflughafen ist der 53 km südöstlich gelegene Waterloo Regional Airport, von wo aus durch Zubringerflüge mehrerer Fluggesellschaften Anschluss an die Großflughäfen Chicago O’Hare und Minneapolis-Saint Paul besteht.

## Bevölkerung
Nach der Volkszählung im Jahr 2010 lebten in Allison 1029 Menschen in 440 Haushalten. Die Bevölkerungsdichte betrug 135,6 Einwohner pro Quadratkilometer. In den 440 Haushalten lebten statistisch je 2,22 Personen.
Ethnisch betrachtet bestand die Bevölkerung mit sechs Ausnahmen nur aus Weißen. Unabhängig von der ethnischen Zugehörigkeit waren 0,2 Prozent (zwei Personen) der Bevölkerung spanischer oder lateinamerikanischer Abstammung.
21,9 Prozent der Bevölkerung waren unter 18 Jahre alt, 51,9 Prozent waren zwischen 18 und 64 und 26,2 Prozent waren 65 Jahre oder älter. 53,4 Prozent der Bevölkerung waren weiblich.
Das mittlere jährliche Einkommen eines Haushalts lag bei 42.417 USD. Das Pro-Kopf-Einkommen betrug 23.894 USD. 10,2 Prozent der Einwohner lebten unterhalb der Armutsgrenze.